# Chena (rivière)
Pour les articles homonymes, voir Chena.
La rivière Chena est un cours d'eau d'Alaska aux États-Unis, situé dans la région de recensement de Yukon-Koyukuk. C'est un affluent  de la  rivière Tanana laquelle se jette dans le fleuve Yukon.

## Description
Longue de 100 milles (161 km), elle prend sa source dans les montagnes blanches ("White") et coule en direction de l'ouest-sud-ouest, traverse Fairbanks, pour rejoindre la rivière Tanana à  6,5 milles (10 km) à l'ouest-sur-ouest de Fairbanks.
Elle a été référencée par F. C. Schrader de l'United States Geological Survey en 1898.
Elle possède 5 affluents :
- la North Fork ("Fourche(tte)" ?),
- la South Fork,
- la West Fork,
- la Middle (East) Fork,
- la Little Chena River.

Elle est utilisée pour la pêche et la navigation touristique durant l'été et peut être parcourue en traîneau à chiens l'hiver.

## Sources
- (en) « Chena (rivière) », Geographic Names Information System

- (en) Cet article est partiellement ou en totalité issu de l’article de Wikipédia en anglais intitulé « Chena River » (voir la liste des auteurs).